# Расмуссен (певец)
Йонас Флодагер Расмуссен (дат. Jonas Flodager Rasmussen; род. 28 ноября 1985, Виборг, Дания) — датский актёр и певец, известный как Rasmussen. Представитель Дании на песенном конкурсе Евровидение 2018 с песней «Higher Ground».

## Биография
Родился в Виборге и прожил в Ланго. Изучал драматургию и музыку в Орхусском университете. Работает учителем в Школе исполнительского мастерства Виборга и в Орхусской школе театрального обучения.
Расмуссен является лидером и вокалистом кавер-бэнда Hair Metal Heröes. Играл роли в мюзиклах «Вестсайдская история», «Аренда», «Отверженные».
10 февраля 2018 выиграл национальный отбор на Евровидение 2018 с песней «Higher Ground».

## Дискография

### Синглы
- «Higher Ground» (2018)
- «Go Beyond» (2019)
- "Stand By Each Other" (2021)